# Franciszek Karpiński
Franciszek Karpinski (4 de octubre de 1741-16 de septiembre de 1825) fue el principal poeta polaco del Sentimentalismo en la Ilustración. Recordado por sus trabajos religiosos, más tarde considerados himnos y villancicos. También está considerado como el escritor polaco más original de las primeras particiones de Polonia. En Polonia fue apreciado a principios del siglo XIX, durante el Romanticismo en Polonia.

## Vida
Karpinski nació en 1741 en Hołosków cerca de Kolomyia y fue educado en Stanisławów (entonces territorio de la Mancomunidad de Polonia-Lituania, actual Ivano-Frankivsk en el oeste de Ucrania). Estudió en la universidad de Lviv dónde obtuvo el título de Doctor en Filosofía. Pasó los siguientes 18 meses en Viena, dónde estudió lenguas extranjeras. Su primer empleo fue como tutor para un noble en la corte.
En 1780, su primer volumen de poesía atrajo la atención de la poderosa familia Czartoryski. Bajo su tutela, viajó a Varsovia donde fue nombrado secretario del Príncipe Adam Kazimierz Czartoryski. Escribió tres libros de poesía, que alcanzaron gran popularidad, pero pasados unos años se desilusionó por la hipocresía presente en la capital y volvió a la campiña de Ucrania, para entonces bajo la partición de Austria.
Entre 1785 y 1818 trabajó como tutor para la familia Branicki en Białystok. Allí escribió algunos de sus trabajos más conocidos, como "Bóg się rodzi, moc truchleje" ("Dios ha nacido, el poder tiembla") y "Kiedy ranne wstają zorze" ("Cuando las luces de la mañana se levantan"). Fueron estas canciones religiosas y patrióticas, himnos y villancicos que más tarde se cantarían e inmortalizarían su obra en Polonia. En 1800 fue miembro de la recién formada Sociedad de Amigos de la Ciencia.
Algunos de sus poemas hacen referencia romántica a una tal "Justina"; por ello en vida se le conoció como al "amante de Justina". Algunos especulan que él nombró a todas sus amantes Justina, y que al menos se refería a tres mujeres distintas con este mismo nombre.

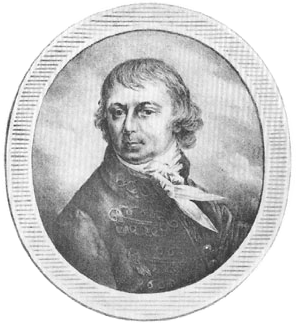
Franciszek Karpiński

En 1818, se retiró a una casa solariega cerca de Vawkavysk (ahora en Bielorrusia), dónde escribió sus memorias. 

## Fallecimiento
Murió el 16 de septiembre de 1825.